# Kingsport
Kingsport är en stad (city) i Sullivan County och Hawkins County i delstaten Tennessee i USA. Staden hade 55 442 invånare, på en yta av 138,61 km² (2020).